# Kapitein Winokio zag 1 beer
"Kapitein Winokio zag 1 beer" is een compilatiealbum uit 2004 van de Belgische artiest Kapitein Winokio.
Dit album brengt eigentijdse versies van traditionele kinderliedjes voor een jong (en ouder) publiek.

## Tracklist[1]
1. Jan Decleir & Wawadadakwa - Al die willen te kaap'ren varen
2. Eva De Roovere & Gerry De Mol - Toen onze Mops een Mopsje was
3. Vive la Fête - Hop, hop, hop, paardje in galop
4. Dumas - De zevensprong
5. Donkey Diesel - En den boom staat op den berg
6. Buscemi - Mieke houdt u vast
7. Kim Peers - In het bos daar staat een huisje
8. Think of One - 1, 2, 3, 4, Hoedje van papier
9. Laïs - Hani Koeni
10. Wouter De Belder - Twee emmertjes water
11. Kamagurka - Klein, klein, kleuterke
12. Peter Vermeersch - Papegaai is ziek
13. Luc Van Acker - Roodborstje
14. Pawlowski Orchestra - Kortjakje
15. Axl Peleman - Kortjakje
16. Stijn - 'k Zag twee beren